# عيد الحب
يوم الحب أو عيد الحب أو عيد العشاق أو يوم القديس فالنتين (بالإنجليزية: Valentine's Day)‏ هو احتفال من أصل مسيحي يحتفل به كثير من الناس في العالم في 14 فبراير حسب الكنيسة الغربية أو في 6 يوليو حسب الكنيسة الشرقية من كل عام، إذ يحتفلون بذكرى القديس فالنتين ويحتفلون بالحب والعاطفة حيث يعبر فيه المحبون عن حبهم لبعضهم البعض عن طريق إرسال بطاقة معايدة أو من إهداء الزهور وغيرها لأحبائهم.
وتحمل العطلة اسم اثنين من الأشخاص لهما نفس الاسم فالنتين ويعتبرهم المسيحيون (شهداء) في سبيل المسيحية في بداية ظهورها، بعد ذلك أصبح هذا اليوم مرتبطًا بمفهوم الحب الرومانسي.

## النشأة
حمل عدد من «الشهداء» المسيحيين الأوائل اسم فالنتين. أما القديسان المسيحيان اللذان يجري تكريمهما في الرابع عشر من شهر فبراير فهما: القديس فالنتين الذي كان يعيش في روما  (Valentinus presb. m. Romae)، وكذلك القديس فالنتين الذي كان يعيش في مدينة تورني Valentinus ep. Interamnensis m. ‘‘Romae  وكان القديس فالنتين الذي كان يعيش في روما قسيسًا في تلك المدينة، وقد قُتل حوالي عام 269 بعد الميلاد وتمّ دفنه قرب طريق «فيا فلامينا». ودُفنت رفاته في كنيسة سانت براكسيد في روما.
أما القديس فالنتين الذي كان يعيش في تورني فقد أصبح أسقفًا لمدينة انترامنا (الاسم الحديث لمدينة تورني) تقريبًا في عام 197 بعد الميلاد، ويُقال أنه قد قُتل فترة الاضطهاد التي تعرض له المسيحيون أثناء عهد الإمبراطور أوريليان. وجرى دفنه أيضًا قرب «فيا فلامينا»، ولكن في مكان مختلف عن المكان الذي تم فيه دفن القديس فالنتين الذي كان يعيش في روما. أما رفاته، فقد تم دفنها في باسيليكا (كنيسة) القديس فالنتين في تورني.
أما الموسوعة التي تحمل اسم كاثوليك إنسايكلوبيديا فتتحدث أيضًا عن قديس ثالث يحمل نفس الاسم وقد ورد ذكره في «سجل الشهداء والقديسين الخاص بالكنيسة الكاثوليكية» في الرابع عشر من شهر فبراير. وقد قُتل في أفريقيا مع عدد من رفاقه، ولكن لا توجد أية معلومات أخرى معروفة عنه.
ولا يوجد أي مجال للحديث عن الرومانسية في السيرة الذاتية الأصلية لهذين القديسين الذين عاشا في بدايات العصور الوسطى. وبحلول الوقت الذي أصبح فيه اسم القديس فالنتين مرتبطًا بالرومانسية في القرن الرابع عشر، كانت الاختلافات التي تميز بين القديس فالنتين الذي كان يعيش في روما والقديس فالنتين الذي كان يعيش في تورني قد زالت تمامًا.
وفي عام 1969، عندما تمت مراجعة التقويم الكاثوليكي الروماني للقديسين تم حذف يوم الاحتفال بعيد القديس فالنتين في الرابع عشر من شهر فبراير من التقويم الروماني العام، وإضافته إلى تقويمات أخرى (محلية أو حتى قومية) لأنه: «على الرغم من أن يوم الاحتفال بذكرى القديس فالنتين يعود إلى عهد بعيد، فقد تم اعتماده ضمن تقويمات معينة فقط لأنه بخلاف اسم القديس فالنتين الذي تحمله هذه الذكرى، لا توجد أية معلومات أخرى معروفة عن هذا القديس سوى دفنه بالقرب من طريق «فيا فلامينا» في الرابع عشر من شهر فبراير.» ولا يزال يتم الاحتفال بهذا العيد الديني في قرية بالتسان في جزيرة مالطا، وهو المكان الذي يُقال أن رفات القديس قد وُجدت فيه. ويشاركهم في ذلك الكاثوليكيون المحافظون من جميع أنحاء العالم ممن يتبعون تقويمًا أقدم من ذلك التقويم الذي وضعه مجلس الفاتيكان الثاني.
وقد قام بيد باقتباس أجزاء من السجلات التاريخية التي أرّخت لحياة كلا القديسين الذين كانا يحملان اسم فالنتين، وتعرّض لذلك بالشرح الموجز في كتاب Legenda Aurea «الأسطورة الذهبية».ووفقًا لرؤية بيد، فقد تم اضطهاد القديس فالنتين بسبب إيمانه بالمسيحية وقام الإمبراطور الروماني كلوديس الثاني باستجوابه بنفسه. ونال القديس فالنتين إعجاب كلوديس الذي دخل معه في مناقشة حاول فيها أن يقنعه بالتحول إلى الوثنية التي كان يؤمن بها الرومان لينجو بحياته. ولكن القديس فالنتين رفض، وحاول بدلاً من ذلك أن يقنع كلوديس باعتناق المسيحية.ولهذا السبب، تم تنفيذ حكم الإعدام فيه. وقبل تنفيذ حكم الإعدام، قيل إنه قد قام بمعجزة شفاء ابنة سجانه الكفيفة.

## تقاليد الاحتفال بعيد الحب

### لوبركايلي
على الرغم من وجود مصادر حديثة شائعة تربط بين عطلات شهر فبراير غير المحددة في العصر الإغريقي الروماني - والتي يزعم عنها الارتباط بالخصوبة والحب - وبين الاحتفال بيوم القديس فالنتين، فإن البروفيسور جاك بي أوريوتش من جامعة كانساس ذكر في دراسته التي أجراها حول هذا الموضوع أنه قبل عصر تشوسر لم تكن هناك أية صلة بين القديسين الذين كانوا يحملون اسم فالنتينوس وبين الحب الرومانسي. وفي التقويم الأثيني القديم، كان يطلق على الفترة ما بين منتصف يناير ومنتصف فبراير اسم «شهر جامليون» نسبةً إلى الزواج المقدس الذي تم بين زوس وهيرا.
وفي روما القديمة، كان لوبركايلي من الطقوس الدينية التي ترتبط بالخصوبة، وكان الاحتفال بمراسمه يبدأ في اليوم الثالث عشر من شهر فبراير ويمتد حتى اليوم الخامس عشر من نفس الشهر. ويعتبر لوبركايلي أحد المهرجانات المحلية الخاصة التي كان يُحتفل بها في مدينة روما. أما الاحتفال الأكثر عمومية والذي كان يطلق عليه اسم «جونو فيبروا» والذي يعني «جونو المطهر» أو «جونو العفيف»، فقد كان يتم الاحتفال به يومي الثالث عشر والرابع عشر من شهر فبراير. وقد قام البابا جيلاسيوس الأول (الذي تولى السلطة البابوية بين عامي 492 و496) بإلغاء احتفال لوبركايلي.
ومن الآراء الشائعة أن قرار الكنيسة المسيحية بالاحتفال بالعيد الديني للقديس فالنتين في منتصف شهر فبراير قد يعبر عن محاولتها تنصير احتفالات لوبركايلي الوثنية. لم تستطع الكنيسة الكاثوليكية أن تمحو احتفال لوبركايلي شديد الرسوخ في وجدان الناس فقررت أن تخصص يومًا لتكريم السيدة مريم العذراء.

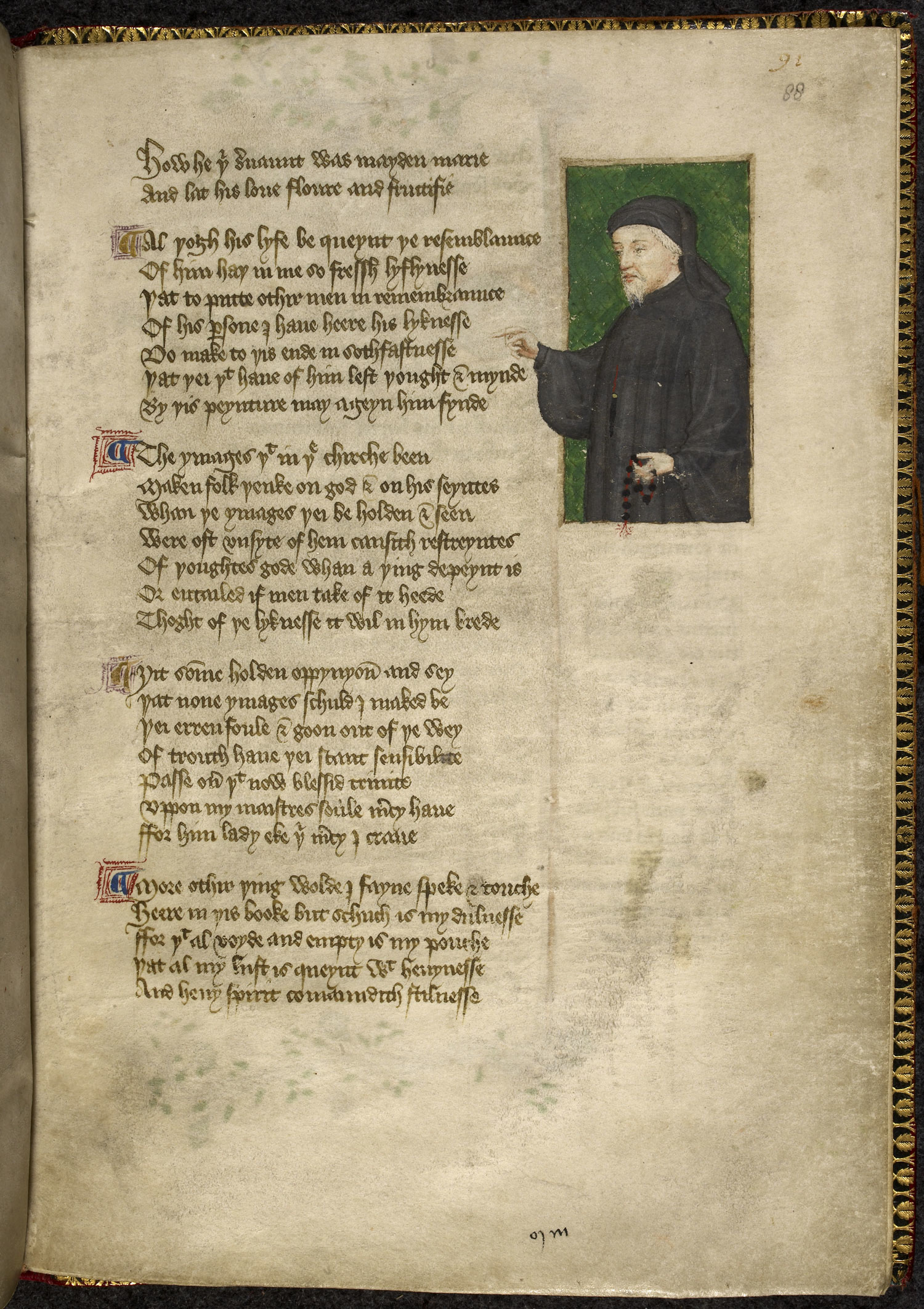
صورة لجيفري تشوسر بريشة توماس أوكليف رسمها في عام 1412

### طيور الحب في قصائد تشوسر
بالرغم من أن البعض يزعم أن أول ارتباط تم تسجيله لعيد الحب بمفهوم الحب الرومانسي قد ورد في قصيدة Parlement of Fouls التي كتبها جيفري تشوسر في عام 1382، فربما يكون هذا الأمر ناتج عن إساءة في التفسير. فقد كتب تشوسر:
وفي يوم عيد القديس فالنتين 
حين يأتي كل طائر بحثًا عن وليف له  
كتب تشوسر هذه القصيدة تكريمًا لريتشارد الثاني ملك إنجلترا في عيد خطوبته الأول على آن من مملكة بوهيميا. "Henry Ansgar Kelly, Valentine's Day / UCLA Spotlight". مؤرشف من الأصل في 2017-09-09. وقد تم توقيع معاهدة هذا الزواج في الثاني من مايو عام 1381. "Chaucer: The Parliament of Fowls". مؤرشف من الأصل في 2011-05-01.(حيث تم الزواج الفعلي بعد ذلك بثمانية أشهر؛ عندما بلغ الملك في الثالثة عشر أو الرابعة عشر من عمره بينما كانت الملكة في الرابعة عشر من عمرها.)
وافترض قرّاء القصيدة على سبيل الخطأ أن تشوسر كان يشير إلى الرابع عشر من فبراير باعتباره يوم عيد الحب. وعلى أي حال، يعتبر منتصف شهر فبراير من الأوقات التي لا يحتمل أن يتم فيها تزاوج بين الطيور في إنجلترا. وقد أوضح هنري انسجار كيلي في أن التقويم المرتبط بالطقوس الدينية يعتبر أن الثاني من مايو هو واحد من أيام القديسين ويخص الاحتفال بالقديس فالنتين الذي كان يعيش في مدينة جنوا الإيطالية.وقد كان القديس فالنتين من أوائل من تولوا منصب أسقف جنوا. وقد توفي تقريبًا في عام 307 بعد الميلاد.
وبالرغم من أن قصيدة تشوسر - Parliament of Fouls - تدور في سياق خيالي لتقليد قديم، فإن هذا التقليد لم يكن موجودًا في حقيقة الأمر قبل عصر تشوسر.تمتد أصول التفسير الاجتهادي للتقاليد العاطفية، والتي يتم التعبير عنها في سياق أدبي تظهر فيه كحقائق ثابتة، إلى المهتمين بجمع الأعمال الأدبية النادرة في القرن الثامن عشر. ومن أبرز الشخصيات التي يظهر في أعمالها هذا الأسلوب آلبان باتلر؛ صاحب كتاب Butler's  Lives of Saints. وهو الأسلوب الذي استمر حتى العصر الحديث من خلال انتهاج دارسين كبار له. ويوضح أبرز هذه الأفكار المغلوطة كالتالي: «تم الترويج لفكرة أن العادات المرتبطة بعيد الحب تخلد احتفال لوبركايلي الروماني بشكل متكرر لا أساس له من الصحة وبصور متنوعة حتى وقتنا هذا.»

### فترة العصور الوسطى وعصر النهضة الإنجليزي
ونظرًا لاستخدام اللغة السائدة في ساحات المحاكم في وصف كل ما يتعلق بأمور الحب الغزلي، تمت إقامة محكمة عليا للنظر في شؤون الحب والمحبين «حب نبيل» في باريس في يوم عيد الحب عام 1400. وعرضت على المحكمة قضايا عهود الزواج والخيانة والعنف الذي يتم ارتكابه ضد المرأة. وكان القضاة يتم اختيارهم بواسطة السيدات على أساس قراءة الشعر. ويمكن اعتبار أن أقدم بطاقة عيد حب حفظها لنا التاريخ هي قصيدة ذات ثلاثة عشر بيتا وقافيتين كتبها تشارلز؛ دوق أورلينز في القرن الخامس عشر إلى زوجته الحبيبة، وهي القصيدة التي تبدأ. 
في ذلك الوقت، كان الدوق محتجزًا في برج لندن بعد أن تم أسره في معركة آجينكورت التي دارت عام 1415.
وفي مسرحية هاملت (التي ألفها ويليام شكسبير ما بين عامي 1600 و1601)، نجد أوفيليا تشير في حزن إلى عيد الحب.

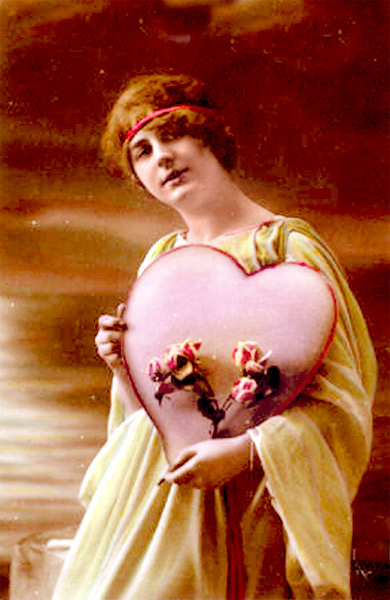
بطاقة معايدة بريدية أُنتجا حوالي عام 1910

### عيد الحب في العصور الحديثة
قام لي ايريك شميدت بتتبع التغيرات التاريخية التي طرأت على الاحتفال بعيد القديس فالنتين في الأربعينات من القرن التاسع عشر. وقد كتب
شميدت في مجلة Graham's American Monthly في عام 1849 عن هذه التغيرات قائلاً: «لقد أصبح يوم القديس فالنتين عطلة قومية في البلاد على الرغم من أنه لم يكن كذلك في الماضي.» وقد تم إصدار بطاقات عيد الحب بأعداد كبيرة من الورق المزين بزخارف الدانتيل لأول مرة في الولايات المتحدة الأمريكية. وكانت استر هاولاند - التي ولدت في عام 1828 وتوفيت في عام 1904 - هي أول من أنتج هذه البطاقات وقام ببيعها بعد ذلك بوقت قصير في عام 1847. وقد كانت تعيش في مدينة ووستر في ولاية ماسشوسيتس. وكان والد استر صاحب متجر كبير للكتب والأدوات المكتبية، ولكنها استلهمت أفكارها من إحدى بطاقات عيد الحب التي تم إرسالها إليها. ويوضح ذلك أن عادة إرسال بطاقات عيد الحب كانت موجودة في إنجلترا قبل أن تصبح شائعة في أمريكا الشمالية.وتتضح عادة تبادل بطاقات عيد الحب في إنجلترا في القصة القصيرة التي كتبتها اليزابيث جاسكل تحت عنوانMr. Harrison's Confessions والتي تم نشرها في عام 1851.ومنذ عام 2001، قامت الرابطة التجارية لناشري بطاقات المعايدة بتخصيص جائزة سنوية تحمل اسم «جائزة استر هاولاند لأفضل تصميم لبطاقات المعايدة.» وتُقَدّر الرابطة التجارية لناشري بطاقات المعايدة في الولايات المتحدة الأمريكية أن عدد بطاقات عيد الحب التي يتم تداولها في كل أرجاء العالم سنويًا يبلغ حوالي مليار بطاقة؛ الأمر الذي يجعل هذا اليوم يأتي في المرتبة الثانية بعدعيد الميلاد من حيث كثرة عدد بطاقات المعايدة التي يتم تداولها فيه.وتشير تقديرات الرابطة إلى أنه في الولايات المتحدة الأمريكية ينفق الرجال في المتوسط ضعف ما تنفقه النساء تقريبًا على شراء بطاقات عيد الحب."American Greetings: The business of Valentine's day". مؤرشف من الأصل في 2010-04-17.
ومنذ القرن التاسع عشر، تراجعت الرسائل الموجزة المكتوبة بخط اليد إلى درجة كبيرة لتحل محلها بطاقات المعايدة التي يأُنتجا بأعداد كبيرة. وهكذا كانت تجارة إنتاج بطاقات عيد الحب في منتصف القرن التاسع عشر مؤشرًا لما حدث بعد ذلك في الولايات المتحدة الأمريكية من تحويل فكرة عيد الحب إلى سلع تجارية يمكن التربح من ورائها.
أما في النصف الثاني من القرن العشرين، فقد امتدت عادة تبادل بطاقات المعايدة في الولايات المتحدة الأمريكية لتشمل كل أنواع الهدايا؛ وهي هدايا يقدمها الرجال عادةً إلى النساء.تشتمل هذه الهدايا بصورة تقليدية على زهور(زهرة) وشيكولاتة يتم تغليفها بقماش الساتان الأحمر، ووضعها في صندوق على هيئة قلب.أما في الثمانينات من هذا القرن، فقد ارتقت صناعة الماس بمنزلة عيد الحب لتجعل منه مناسبة لإهداء المجوهرات.وارتبط هذا اليوم بالتهنئة الأفلاطونية العامة والتي تقول: «أتمنى لك عيد حب سعيد». وعلى سبيل المزاح، يرتبط عيد الحب بالإشارة إلى "يوم العزّاب". أما في بعض المدارس الابتدائية في أمريكا الشمالية، فيقوم الأطفال في هذا اليوم بتزيين حجرات الدراسة وتبادل بطاقات المعايدة وتناول الحلوى.وعادةً ما تذكر بطاقات المعايدة التي يتبادلها هؤلاء التلاميذ في هذا اليوم الصفات التي تجعلهم يشعرون بالتقدير تجاه بعضهم البعض.
وقد أسهمت زيادة شعبية الإنترنت في مطلع الألفية الجديدة في ظهور تقاليد جديدة خاصة بالاحتفال بعيد الحب.وفي كل عام، يستخدم الملايين من الناس الوسائل الرقمية لتصميم وإرسال رسائل المعايدة الخاصة بعيد الحب، والتي تأخذ شكل: البطاقات الإليكترونية أو كوبونات الحب المصوّرة التي يتبادلها المحبون أو بطاقات المعايدة التي يمكن إعادة طبعها.

## أرباح تجارية كبيرة من البطاقات والورود
منذ القرن التاسع عشر، تراجعت الرسائل المكتوبة بخط اليد لتحل محلها بطاقات المعايدة التي يتم طرحها بأعداد كبيرة. وقد كان تبادل بطاقات عيد الحب في بريطانيا العظمى في القرن التاسع عشر إحدى الصيحات التي انتشرت آنذاك. أما في عام 1847، فقد بدأت استر هاولاند نشاطًا تجاريًا ناجحًا في منزلها الموجود في مدينة ووستر في ولاية ماسشوسيتس؛ فقد صممت بطاقات لعيد الحب مستوحاة من نماذج إنجليزية للبطاقات. كان انتشار بطاقات عيد الحب في القرن التاسع عشر في أمريكا - التي أصبحت فيها الآن بطاقات عيد الحب مجرد بطاقات للمعايدة وليست تصريحًا بالحب - مؤشرًا لما حدث في الولايات المتحدة الأمريكية بعد ذلك عندما بدأ تحويل مثل هذه المناسبة إلى نشاط تجاري يمكن التربح من ورائه.
وتشير الإحصائيات التي قامت بها الرابطة التجارية لناشري بطاقات المعايدة في الولايات المتحدة الأمريكية إلى أن عدد بطاقات عيد الحب التي يتم تداولها في كل أنحاء العالم في كل عام يبلغ مليار بطاقة تقريبًا، وهو ما يجعل يوم عيد الحب يأتي في المرتبة الثانية من حيث كثرة عدد بطاقات المعايدة التي يتم إرسالها فيه بعد عيد الميلاد. كما توضح الإحصائيات التي صدرت عن هذه الرابطة أن الرجال ينفقون في المتوسط ضعف ما تنفقه النساء على هذه البطاقات في الولايات المتحدة الأمريكية.

## أعياد مشابهة لعيد الحب

### أوروبا
لعيد الحب تقاليده الإقليمية الخاصة به في المملكة المتحدة. ففي منطقة نورفك، هناك شخصية اسمها «جاك» فالنتين تطرق الأبواب الخلفية للمنازل لتترك الحلوى والهدايا للأطفال. وبالرغم من قيامه بإهدائهم ما يدخل البهجة على نفوسهم، فإن الأطفال كانوا يخافون من هذه الشخصية الغامضة.أما في ويلز، فيحتفل الكثير من الناس باليوم الذي يطلقون عليه اسم Dydd Santes Dwynwen أو يوم القديس دواينوين في الخامس والعشرين من شهر يناير بدلاً من - أو بالإضافة إلى - يوم القديس فالنتين.ويخلد هذا اليوم ذكرى القديس دواينوين وهو القديس الذي كان يشمل العشاق في ويلز برعايته. وفي فرنسا التي تعتبر دولة كاثوليكية تقليدية، يطلقون على يوم عيد الحب اسم Saint Valentin، ويحتفلون به بطريقة تماثل إلى حد كبير الطريقة التي يتم بها الاحتفال به في بقية البلدان الغربية. أما في إسبانيا، فيعرف يوم عيد الحب باسم San Valentin. ويحتفل به الناس بالطريقة نفسها التي تتم في المملكة المتحدة، على الرغم من أن سكان منطقة كاتالونيا يستبدلونه في معظم الأحيان بمهرجانات مشابهة يتبادلون فيها الزهور و/أو الكتب في اليوم الذي يطلقون عليه اسم La Diada de Sant Jordi أو (يوم القديس جورج). وفي البرتغال، من الشائع إطلاق اسم "Dia dos Namorados" على هذا اليوم؛ والذي يعني (يوم العشاق).
وفي الدانمارك والنرويج، يُعرف يوم عيد الحب (الذي يتم الاحتفال به في الرابع عشر من شهر فبراير) باسم Valentinsdag.ولا يتم هناك الاحتفال بهذا اليوم على نطاق واسع، ولكن ينتهز الكثير من الناس الفرصة في هذا اليوم لتناول عشاء رومانسي مع شركاء حياتهم أو لإرسال بطاقات حب إلى أحبائهم في السر أو لإهدائهم زهور حمراء. أما في السويد، فيطلق على هذا اليوم اسم Alla hjärtans dag  ؛ بمعنى («يوم كل القلوب»). وهو اليوم الذي بدأ الاحتفال به في الستينات من هذا القرن المهتمون بالترويج تجاريًا لصناعة الزهور، كما جاء الاحتفال بهذا اليوم أيضًا نتيجةً للتأثر بالثقافة الأمريكية.وهذا اليوم ليس عطلة رسمية في السويد، وبالرغم من ذلك فإن الناس يهتمون بالاحتفال به ولا يفوق حجم مبيعات أدوات التجميل والزهور في هذه العطلة سوى حجم مبيعاتهم في يوم عيد الأم.
أما في فنلندا، فيطلق على هذا اليوم اسم Ystävänpäivä ؛ وترجمة هذا الاسم هي «يوم الصديق». وكما يشير الاسم، يرتبط هذا اليوم بتذكر الإنسان لكل أصدقائه وليس فقط لمن يرتبط معه بعلاقة حب. أما في دولة استونيا، يطلق على يوم عيد الحب اسم Sõbrapäev، ويحمل الاسم معنى مشابه للمعنى السابق.
وفي سلوفينيا، هناك مثل سائر يقول بإن "يوم القديس فالنتين يأتي حاملاً معه تباشير الخير والنماء"؛ ولهذا فإن المزروعات والزهور تبدأ في النمو والازدهار في الرابع عشر من شهر فبراير.ويتم الاحتفال بعيد الحب لأنه اليوم الذي يبدأ فيه العمل في حقول الكروم وفي المزارع.ويُقال أيضًا إن الطيور تتودد إلى بعضها البعض أو تتزاوج في هذا اليوم. ومع ذلك، فلم يتم الاحتفال بهذا اليوم كيوم يتم فيه الاحتفاء بمفهوم الحب إلا في الآونة الأخيرة.ويعتبر اليوم التقليدي للاحتفال بالحب هناك هو الثاني عشر من شهر مارس؛ ويطلق عليه اسم يوم القديس جريجوري.وهناك مثل آخر يقول "Valentin - prvi spomladin ؛ ومعناه "القديس فالنتين هو أول من بشر بميلاد الربيع" حيث إنه في بعض الأماكن (خاصةً في منطقة وايت كارنيول) يعتبر يوم القديس فالنتين هو بداية فصل الربيع.
وفي رومانيا، يعتبر العيد التقليدي للمحبين هو Dragobete وهو اليوم الذي يتم الاحتفال به في الرابع والعشرين من شهر فبراير. وقد تم إطلاق هذا الاسم عليه نسبةً إلى إحدى الشخصيات التي ورد ذكرها في الفولكلور الروماني ويفترض أنه ابن Baba Dochia (ابن الشهيد ايفدوكيا الذي ورد ذكره في التقويم البيزنطي). أما مقطع الاسم drag فيعني («عزيزي»). ويمكن أن نجد هذا المقطع أيضًا في كلمة dragoste والتي تعني («حب»).وفي السنوات الأخيرة، بدأت رومانيا أيضًا تحتفل بعيد الحب بالرغم من أنها كانت تحتفل بالفعل بيوم Dragobete بوصفه واحدًا من عطلاتها التقليدية. وقد أسفر هذا الاحتفال الجديد عن ظهور رد فعل سلبي قوي من قبل العديد من الجماعات والأفراد ذائعي الصيت والمؤسسات وكذلك من الهيئات القومية مثل Noua Dreaptǎ ‏، التي أدانت الاحتفال بعيد الحب بوصفه احتفالاً سطحيًا يخدم أغراضًا تجارية وكذلك لأنه نتاج ثقافة دون المستوى تم استيرادها من الغرب.
أما في تركيا، فيطلق على عيد الحب اسم Sevgililer günü ؛ وترجمة هذا الاسم تعني «يوم الأحباء».
وحسب التقاليد اليهودية، يكون يوم الخامس عشر من شهر Av ـAv عيد الحب اليهودي (ذلك اليوم الذي يأتي عادةً في أواخر شهر أغسطس)، ويعتبر مهرجانًا للاحتفال بالحب. وفي العصور القديمة، كانت الفتيات في هذا اليوم يرتدين أثوابًا بيضاء ويرقصن في مزارع الكروم حيث ينتظرهن الفتيان (وذلك كما ورد فيمشناه Taanith end of Chapter 4).وفي الثقافة الإسرائيلية الحديثة، يعتبر هذا اليوم هو اليوم التقليدي الذي يتم فيه التصريح بالحب للحبيب والتقدم للزواج وتبادل الهدايا مثل بطاقات المعايدة أو الزهور.

### أمريكا الوسطى والجنوبية
وفي غواتيمالا، يعرف عيد الحب باسم "Día del Amor y la Amistad" ومعناه (يوم الحب والصداقة). وبالرغم من أن هذا اليوم يشبه نظيره في الولايات المتحدة الأمريكية في كثير من النواحي، فإنه من الشائع أيضًا في هذا اليوم أن يقوم الناس ببعض «التصرفات التي تعبر عن التقدير» الذي يشعرون به تجاه أصدقائهم."Día del Amor y la Amistad". مؤرشف من الأصل في 2016-03-04.
أما في البرازيل، فيحتفل الناس باليوم الذي يطلق عليه Dia dos Namorados (وترجمته تعني «يوم المتيمين» أو «يوم العشاق»). ويتم الاحتفال بهذا اليوم في الثاني عشر من يونيو؛ وهو اليوم الذي يتبادل فيه المحبون الهدايا والشيكولاتة والبطاقات التذكارية وباقات الزهور. وقد يرجع السبب وراء اختياره إلى إنه اليوم السابق لذلك اليوم من احتفال Festa junina الذي يطلق عليه يوم القديس سانت أنتوني؛ وهو القديس الذي يعرف باسم قديس الزواج. وحسب التقاليد، تقوم الكثيرات من النساء غير المرتبطات في هذا اليوم بأداء بعض الطقوس الشائعة بين عامة الناس والتي يطلق عليها simpatias  ؛ وهي طقوس تهدف إلى إعجاب من يشاهدهن من الرجال حتى يعثرن على الزوج أو الحبيب المناسب.ولا يتم هناك الاحتفال بيوم عيد الحب في الرابع عشر من شهر فبراير على الإطلاق؛ ويرجع ذلك أساسًا إلى أسباب ثقافية أو تجارية لأن هذا اليوم يسبق أو يلي بوقت قصير احتفال Carnival؛ وهو احتفال رئيسي في البرازيل يتغير موعده باستمرار وينظر إليه الكثير من الناس منذ زمن بعيد على أنه عطلة ممارسة الحب والانغماس في الملذات الحسية - ويُقام هذا الاحتفال في أي وقت في الفترة ما بين بدايات شهر فبراير وبدايات شهر مارس.
وفي فنزويلا، تحدث الرئيس هوجو شافيز في عام 2009 في أحد الاجتماعات التي عقدها مع مؤيديه بمناسبة قرب الاقتراع التالي على تولي السلطة والذي كان محدد له موعد في الخامس عشر من شهر فبراير، فقال: «بدءًا من يوم الرابع عشر من فبراير، لن يأتي علينا وقت لا نفعل فيه أي شيء... فنحن لا يجب أن نتوقف عن العمل حتى ولو كان مجرد تبادل قبلة بسيطة أو أي عمل آخر بسيط للغاية.» واقترح شافيز على الحاضرين أن يحتفلوا بأسبوع كامل للحب بعد انتهاء الاقتراع.
وفي معظم بلدان أمريكا الجنوبية، يشيع الاحتفال بيومي Día del amor y la amistad  (وترجمته«يوم الحب والصداقة»)، وكذلك اليوم الذي يطلق عليهAmigo secreto (أو يوم «الصديق الذي لا يعرفه الناس»). وعادةً ما يتم الاحتفال بهذين اليومين معًا في الرابع عشر من شهر فبراير (والاستثناء الوحيد لذلك يحدث في كولومبيا حيث يتم الاحتفال بهما في العشرين من شهر سبتمبر).وتعتمد فكرة اليوم الثاني على أن يتم اختيار عشوائيًا شخص لكل مشارك في الحفل كي يتلقى منه هدية غير معروفة للآخرين (الأمر الذي يشبه ذلك التقليد المتبع في عيد الميلاد والذي يطلق عليه سانتا الخفي).

### آسيا
وبفضل تكثيف الجهود التسويقية، أصبح عيد الحب من المناسبات التي يتم الاحتفال بها في بعض الدول الآسيوية. ويعتبر سكان دول سنغافورة والصين وكوريا الشمالية هم أكثر سكان دول قارة آسيا إنفاقًا للأموال على شراء هدايا عيد الحب.
أما في اليابان، فقد ابتكرت واحدة من أكبر شركات الحلوى اليابانية - موريناجا - في عام 1960 تقليدًا حديثًا يقضي بأنه يمكن للنساء فقط أن يقمن بإهداء الشيكولاتة للرجال في هذه المناسبة. وبالتحديد، تقوم السيدات والفتيات اللاتي تعملن في الشركات بإهداء زملائهن في العمل الشيكولاتة.وبعد ذلك بشهر - وتحديدًا في الرابع عشر من شهر مارس - يتم الاحتفال بما يطلق عليه اليوم الأبيض؛ وهو اليوم الذي بدأت الرابطة اليابانية الوطنية لمنتجي الحلويات الاحتفال به على أنه «يوم رد الهدية» الذي يكون فيه متوقعًا من الرجال أن يعاملوا النساء اللاتي قمن بإهدائهن الشيكولاتة في عيد الحب بالمثل ويقوموا بإهدائهن إحدى الهدايا.وبخلاف الدول الغربية، تعتبر الهدايا المتمثلة في الشموع والزهور والدعوة لموعد عشاء رومانسي من الهدايا غير المألوفة في هذه البلاد.وأصبحت العديدات من النساء ملزمات بإهداء كل زملائهن في المهنة من الرجال الشيكولاتة في هذه المناسبة.وتقاس شعبية الرجل هناك بكمية الشيكولاتة التي تلقاها كهدية في هذا اليوم. وتعتبر مناقشة هذا الموضوع مسألة حساسة بالنسبة للرجال يرفضون الإفصاح عنها حتى يتأكدوا أن من يتحدثون إليهم لن يصرحوا للآخرين بكمية الشيكولاتة التي تلقوها.أما زملاء المهنة من الرجال الذين لا يتمتعون بالشعبية بين زميلاتهن، فيتلقون نوعًا من الشيكولاتة الرخيصة التي تلتزم النساء «إجباريًا» بإهدائها إليهم. ويطلق على هذه الشيكولاتة اسم chō-giri choko. وتعرف هذه الشيكولاتة باسم  giri-choko (義理チョコ). ويتكون اسمها من جزئين؛ الأول هو giri  ومعناه («الإلزام»)، والثاني هو choko ومعناه («الشيكولاتة»). وتتناقض هذه النوعية من الشيكولاتة مع ما يطلق عليهhonmei-choko (本命チョコ)؛ ومعناها الشيكولاتة التي تُهدى للحبيب.
وفي كوريا الجنوبية، تقوم النساء بإهداء الرجال الشكولاتة في الرابع عشر من شهر فبراير بينما يقوم الرجال بإهداء النساء حلوى من أي نوع آخر غير الشكولاتة في الرابع عشر من شهر مارس.أما يوم الرابع عشر من شهر أبريل، فيطلقون عليه اسم (اليوم الأسود)؛ وهو اليوم الذي يتوجه فيه من لم يتلقوا أية هدايا في يومي الرابع عشر من شهر فبراير أو الرابع عشر من شهر مارس إلى أحد المطاعم الصينية لتناول النودلز سوداء اللون كنوع من أنواع «الحداد» على وحدتهم في الحياة.ويحتفل الكوريون أيضًا في الحادي عشر من شهر نوفمبر بما يطلقون عليه اسم يوم البيبرو؛ وهو اليوم الذي يقوم فيه الأحبة من الشباب بإهداء بعضهم البعض الكعك المحلى الذي يحمل اسم Pepero.ويتم الاحتفال بهذا اليوم في الحادي عشر من شهر نوفمبر (11/11) حتى يتشابه تاريخ الاحتفال في شكله مع أصابع الكوكيز الطويلة التي تحمل الشكل نفسه.علاوةً على ذلك، يشتهر اليوم الرابع عشر من كل شهر في كوريا بارتباطه بأحد المفاهيم المتعلقة بالحب بالرغم من أن معظم هذه الأيام لا تحظى بشهرة واسعة هناك.وهذه الأعياد بدءًا من شهر يناير وحتى شهر ديسمبر هي: يوم الشموع (Candle Day)، وعيد الحب (Valentin's Day)، واليوم الأبيض (White Day)، واليوم الأسود (Black Day)، ويوم الزهور (Rose Day)، ويوم القبلات (Kiss Day)، واليوم الفضي (Silver Day)، واليوم الأخضر (Green Day)، ويوم الموسيقى (Music Day)، ويوم الخمر (Wine Day)، ويوم السينما (Movie Day)، ويوم الأحضان (Hug Day).
أما في الصين، فالشائع هو أن يقوم الرجل بإهداء المرأة التي يحبها الشيكولاتة أو الزهور أو كليهما. وفي اللغة الصينية، يطلق على عيد الحب.
وفي الفلبين، يطلق على عيد الحب اسم "Araw ng mga Puso" أو «يوم القلوب». ويتميز هذا اليوم عادةً بالزيادة الكبيرة التي تطرأ على أسعار الزهور.

## عيد الحب في بعض الدول

### السعودية

نص فتوى محمد بن صالح العثيمين بالسعودية لتحريم الاحتفال بعيد الحب.

أفتى الشيخ محمد بن صالح العثيمين في 5/11/1420 هـ ب«عدم جواز الاحتفال بعيد الحب» قائلا «انه عيد بدعي لا أساس له في الشريعة، ولأنّه يدعو إلى اشتغال القلب بالأمور التافهة المخالفة لهدي السلف الصالح فلا يحل أن يحدث في هذا اليوم شيء من شعائر العيد سواء كان في المآكل أو المشارب أو الملابس أو التهادي أو غير ذلك وعلى المسلم أن يكون عزيزاً بدينه وأن لا يكون إمّعة يتبع كل ناعق».
وأفتى الدكتور عبد العظيم المطعني عضو المجلس الأعلى للشؤون الإسلامية في القاهرة وأستاذ الدراسات العليا في جامعة الازهر بالإباحة قائلا «ان تخصيص أيام بعينها للاحتفال بها من أجل توثيق العلاقات الاجتماعية بين الناس مثل عيد الحب مباحة ويجوز حضور الاحتفالات التي تقام من اجل ذلك بشرط الا نعتقد انها من شعائر الدين ولا نقوم فيها بما يؤدي إلى ارتكاب الاثم وان تكون طريقا لارضاء الله عز وجل بشكر نعمه وتقدير منحه والاعتراف بفضله وجميله على خلقه وعباده، وفي حدود ما احل شرع الله عز وجل واباحه ومتى كان الاحتفاء بها كذلك خاليا تماما من الهرج والمرج والرقص واللهو والخلو والاختلاط والبدع والخرافات وسائر المحرمات والمحظورات، وكل ما يؤدي إلى الفساد، متى كان ذلك يباح حضورها ويجوز احياؤها والمشاركة فيها مجاملة وكرباط وود وحسن علاقة وكريم صلة على منهج الله وهدي رسوله صلى الله عليه وسلم».
وفي الأعوام الأخيرة منعت هيئة الامر بالمعروف والنهي عن المنكر في السعودية المحال التجارية من ابراز أي مظهر من مظاهر الاحتفاء بعيد الحب.

### مصر
يحتفل بعض المصريون بعيد الحب يومي 14 فبراير و4 نوفمبر بشراء الهدايا والورود باللون الأحمر لمن يحبون، وقد سجلت في 14 فبراير 2006 حركة بيع الزهور في البلاد ماقيمته ستة ملايين جنيه مصري شكلت مانسبته 10 في المائة من اجمالي بيع الزهور السنوي.

### المغرب
ينظر المغاربة على ان المسألة مظاهر الاحتفال بعيد الحب من الأمور الشخصية، وأنه احتفال أوروبي خرج إلى العالمية، ولا يرى معظم المغاربة في ذلك أي تناقض مع قيم المجتمع، فهو احتفال رمزي يتبادل من خلالها الناس الورود والهدايا.
فعلى الرغم من الأفكار الرافضة للاحتفال بعيد الحب في المغرب، إلا أنّ هذه المناسبة أخذت مكانتها في المجتمع، خصوصًا أنها تعتبر مناسبة لحصد الأموال من التجارة، بحيث يقوم التجار باستغلالها، لبيع الورود والهدايا العاطفية، وكذلك تدخل ضمن التنشيط السياحي، لذا فإن تحالف المال والحب أَصبح قادرًا على جعلها مناسبة سنوية إيجابية. كما أن العديد من المغاربة لا يرون في ذلك أي سلبية أو مس بالثقافة المغربية والمغاربية بشكل عام، بل تصنف في نطاق الانفتاح والتفاعل الثقافي الذي يعرفه المغاربة منذ العصور القديمة.

### اليابان
في عام 1960 قامت شركة موريناغا أحد أكبر شركات الحلويات في اليابان بالدعاية لعادة إعطاء النساء للشوكولا إلى الرجال. بشكل عام تعطي الموظفات قطع الشوكولا لزملائهم في العمل في يوم 14 فبراير، وبعد شهر تماماً في 14 مارس الذي يصادف ما يعرف باسم اليوم الأبيض يقوم الرجال بإهداء هدية إلى من قدم لهم شوكولا في عيد الحب. على عكس دول الغرب، فإن هدايا مثل الزهور والورود وحفلات العشاء ليست شائعة في اليابان في عيد الحب.
أصبحت عادة توزيع الشوكولا على الزملاء في العمل عادة منتشرة بشكل كبير في اليابان وأصبح من الممكن قاس مدى شعبية أحد الرجال بين النساء بعدد هدايا الشوكولا التي يحصل عليها في عيد الحب.
تقسم الشوكولا التي توزع في هذا اليوم إلى ثلاثة أنواع، أولها ما يوزع في العمل ويطلق عليه (義理チョコ غيري تشوكو) وتعني «شوكولا إلزامية»، الثاني ما يعرف باسم (本命チョコ هونميه تشوكو) وتعني «شوكولا حقيقية» وهي التي يتم إعطائها للحبيب، الثالثة تعرف باسم (友チョコ تومو تشوكو) وتعني «شوكولا الأصدقاء» وكما يوحي الاسم يتم إعطائها للأصدقاء.

### كوريا الجنوبية
في كوريا الجنوبية تعطي النساء الشوكولا للرجال في يوم 14 فبراير بينما الرجال يردون الهدية من الحلويات غير الشوكولا في يوم 14 مارس. ويسمى 14 أبريل اليوم الأسود للذين لم يتلقوا أي شيء في 14 فبراير أو 14 مارس، حيث يذهبون إلى مطعم صيني ويأكلون معكرونة سوداء ويندبون حياة العزوبية.

## الخلاف الديني

### الهند
في الهند، يحاول الهندوس بشكل صريح أن يثنوا الشعب الهندي عن الاحتفال بهذه المناسبة. فمنذ عام 2001، تكررت الصدامات العنيفة بين أصحاب المتاجر التي تبيع الأشياء المرتبطة بهذه المناسبة وأعضاء الحزب السياسي اليميني شيف سينا الذين يعارضون بعنف التغيير والأفكار الجديدة. ويعارض المنتمون لهذا الحزب الاحتفال بعيد الحب لأنه «نوع من أنواع التلوث الثقافي الذي أصابهم به الغرب». وتشتد المعارضة في مومباي وفي المناطق المحيطة بها مثل BalThackeray ومناطق أخرى حيث يتم إرسال تحذيرات إلى ساكني هذه المناطق قبل موعد الاحتفال بعيد الحب لتحذيرهم من القيام بأي مظهر من مظاهر الاحتفال به. ويتم التعامل بمنتهى العنف مع من يخالفون هذا التحذير من قبل أشخاص ينتمون للحزب السياسي Shiv Sena فيقطعون عليهم الطريق وهم ممسكون بهراوات في أيديهم. وينطلق هؤلاء المعارضون في الأماكن العامة - خاصةً المتنزهات وغيرها ليطاردوا الشباب الذين يسيرون متشابكي الأيدي وغيرهم من الشباب الذين يرتابون في كونهم عشاقًا.

### إيران
يتم حالياً الاحتفال بعيد الحب في إيران بالرغم من وجود بعض القيود التي تفرضها الحكومة في هذا الاحتفال.[بحاجة لمصدر] ويخرج الشباب الإيرانيون في هذا اليوم للتنزه وشراء الهدايا والاحتفال. هذا ويتزايد مع مرور السنوات قيام المتاجر بتزيين واجهات العرض فيها بنماذج للحيوانات الأليفة والشيكولاتة المصنوعة على هيئة قلوب والبالونات الحمراء احتفالاً بهذه المناسبة. ويعبر المراهقون عن مشاعر الحب التي يشعرون بها بالسير متشابكي الأيدي في شوارع طهران."

### السعودية
وفي المملكة العربية السعودية، حظرت هيئة الأمر بالمعروف والنهي عن المنكر في عامي 2003 و 2008 بيع الأشياء الخاصة بعيد الحب، كما فرض على العاملين في المحلات التجارية إزالة السلع حمراء اللون من واجهات العرض؛ ولا تحتفل المملكة العربية السعودية بهذا العيد، وقد أوجد هذا الحظر في عام 2008 نوعًا من أنواع السوق السوداء لبيع الزهور وورق تغليف الهدايا.